# نو يون-بن
نو يون-بن (هانغل: 노연빈) هو لاعب كرة قدم كوري جنوبي في مركز الدفاع، ولد في 2 أبريل 1990 في كوريا الجنوبية. لعب مع Cheonan City FC ‏.

## وصلات خارجية
- نو يون-بن على موقع دوري كوريا الجنوبية (الإنجليزية)
- نو يون-بن على موقع Soccerway.com (الإنجليزية)